# 植田裕一
植田 裕一（うえだ ゆういち、1966年1月4日 - ）は、日本の俳優。宮崎県高千穂町生まれ。法政大学社会学部卒業。

## 人物
テレビディレクターを志し大学入学。「大人計画」の「冬の皮」を観て以来、俳優を目指す。

## 出演作品

### テレビドラマ
- Shin-D（出歯カメ）（1999年、日本テレビ）
- 伝説の教師（2000年、日本テレビ）
- ジョシデカ!－女子刑事－（2007年、TBS）
- 会議は踊らない!?（2008年、NHK）
- 福家警部補の挨拶（2009年、NHK）
- Aランチ（2009年、NHK）
- 五年後のラブレター（2010年、BeeTV）
- 三代目明智小五郎〜今日も明智が殺される〜（2010年、TBS）
- 好好!キョンシーガール〜東京電視台戦記〜（2012年、テレビ東京）
- 妻は、くノ一（2013年、NHK）　－　辰吉役
- 高梨さん（2013年、NHK）　－　金田役

### 映画
- たばこ屋とくものむこうがわ（2001年）栗原雅子監督
- ひこうきぐも（2001年）中澤佑監督
- 怪猫 轢き出し地獄（2002年）清水崇監督
- ロスト☆マイウェイ（2003年）古澤健監督
- 赤線（2003年）奥秀太郎監督
- 怪奇!穴人間（2003年）山口雄大監督
- クワイエットルームにようこそ（2007年）松尾スズキ監督
- 幽霊VS宇宙人 ロックハンター伊右衛門（2007年）清水崇監督
- ゴールデンスランバー（2009年）中村義洋監督

### CM
- にんべん「マヨつゆ・とりつゆ」ナレーション（2001年）
- コスモテクノコーポレーション「ポリマックス」（2005年）
- ナイキ「NIKEID　Cosplay（AKIBAMAN）」（2006年）
- NHK「あさイチ」（2010年）
- 健康TV「華コラ」（2010年）
- コニシ「ウルトラ多用途S・U」（2011年）